# Eupalthis picta
Eupalthis picta är en fjärilsart som beskrevs av Moore 1882. Eupalthis picta ingår i släktet Eupalthis och familjen nattflyn. Inga underarter finns listade i Catalogue of Life.